# چیبیانا دی کدوره
چیبیانا دی کدوره (به ایتالیایی: Cibiana di Cadore) یک کومونه در ایتالیا است که در استان بلونو واقع شده‌ است. چیبیانا دی کدوره ۲۱٫۷ کیلومتر مربع مساحت و ۴۵۴ نفر جمعیت دارد و ۱٬۰۲۵ متر بالاتر از سطح دریا واقع شده‌ است.